# Milo Baughman
Milo Baughman est un designer industriel américain né à Goodland (Kansas) le 7 octobre 1923 et mort le 23 juillet 2003.